# Knives Out
Knives Out (bra: Entre Facas e Segredos; prt: Knives Out: Todos São Suspeitos) é um filme estadunidense de 2019, do gênero comédia dramático-policial, escrito, coproduzido e dirigido por Rian Johnson. Daniel Craig lidera um elenco de onze atores como Benoit Blanc, um famoso detetive particular que é convocado para investigar a morte do autor best-seller Harlan Thrombey (Christopher Plummer). A polícia considera a morte de Harlan um suicídio, mas Blanc suspeita de crime e investiga para apurar a verdadeira causa de sua morte. Johnson produziu Entre Facas e Segredos com seu colaborador de longa data Ram Bergman. O financiamento veio do MRC e de subsídios fiscais do governo estadual de Massachusetts.
Johnson concebeu Entre Facas e Segredos em meados dos anos 2000. Desejando modernizar os filmes policiais de meados do século XX, o diretor foi inspirado por seu interesse em adaptações cinematográficas das histórias de Agatha Christie. Ele então se concentrou na criação de Star Wars: Os Últimos Jedi (2017). O desenvolvimento de Entre Facas e Segredos foi retomado no ano seguinte, quando Johnson escreveu o roteiro em seis a sete meses. As filmagens principais de Entre Facas e Segredos começaram em outubro de 2018 com um orçamento de US$ 40 milhões e terminaram em dezembro daquele ano. As filmagens ocorreram no subúrbio de Boston. Nathan Johnson compôs a trilha sonora clássica do filme, que foi inspirada em suas trilhas sonoras sinfônicas favoritas e de Rian. Entre Facas e Segredos tem sido lido como uma obra que investiga a luta de classes, a desigualdade de riqueza, a imigração e a raça na sociedade americana contemporânea.
Knives Out teve sua estreia mundial no Festival Internacional de Cinema de Toronto (TIFF) em 7 de setembro de 2019 e foi lançado nos Estados Unidos em 27 de novembro de 2019 pela Lionsgate. No Brasil, o filme foi lançado em 12 de dezembro de 2019. O filme recebeu elogios da crítica, com elogios pelas performances e roteiro, e arrecadou até ao momento mais de 312 milhões de dólares em todo mundo. O filme também foi escolhido pelo National Board of Review como um dos dez melhores filmes do ano e venceu o prêmio de Melhor Elenco. O filme recebeu uma indicação no Oscar 2020 na categoria de melhor roteiro original de Rian Johnson.
Johnson já planejava continuações com o protagonista interpretado por Daniel Craig, Benoit Blanc, quando em 2021 a Netflix pagou 421 milhões de dólares para produzí-las. A primeira, Glass Onion: A Knives Out Mystery, foi lançada em dezembro de 2022. E a segunda, intitulada Wake Up Dead Man está previsto para dezembro de 2025. 

## Sinopse
A família do rico romancista de mistério Harlan Thrombey comparece à festa de seu 85º aniversário em sua propriedade em Massachusetts. Na manhã seguinte, a governanta de Harlan, Fran, o encontra morto com a garganta cortada. Os detetives da polícia, Tenente Elliot e o Soldado Wagner, acreditam que Harlan cometeu suicídio, mas o detetive particular Benoit Blanc é contratado anonimamente para investigar a morte de Harlan. Blanc descobre que Harlan tinha relações tensas com seus familiares, o que dá a vários deles motivos plausíveis para o assassinato.
Sem o conhecimento de Blanc, a enfermeira de Harlan, Marta Cabrera, acredita ter injetado uma dose letal de morfina em Harlan após misturar seus medicamentos na noite seguinte à festa. Para proteger Marta de ser responsabilizada por sua morte, Harlan instruiu Marta a criar um álibi falso antes de cortar a própria garganta: ela deveria ser vista saindo de casa, entrando sorrateiramente por uma janela e se disfarçando de Harlan para fazer parecer que ele estava vivo depois que ela saísse para dormir. Marta não consegue mentir sem vomitar, então dá respostas precisas, mas incompletas, quando questionada. Ela concorda em auxiliar a investigação de Blanc e oculta evidências que a incriminam. Na leitura do testamento de Harlan, Marta recebe toda a sua fortuna e propriedades, atordoando os Thrombeys. O neto de Harlan, Ransom Drysdale, ajuda Marta a fugir, mas a manipula para que confesse a ele. Ransom oferece mais assistência em troca de uma parte da herança de Marta. Enquanto isso, os outros Thrombeys tentam, sem sucesso, influenciar Marta a renunciar à herança, até mesmo ameaçando deportar sua mãe indocumentada.
Marta recebe um bilhete de chantagem contendo uma fotocópia parcial do relatório toxicológico de Harlan. Ela e Ransom dirigem até o instituto médico legal, apenas para encontrá-lo incendiado. Marta recebe um e-mail propondo um encontro com o chantagista; Blanc e a polícia os localizam e, após uma breve perseguição, Ransom é preso. No encontro, Marta descobre que Fran, o chantagista, foi drogado; ela realiza reanimação cardiopulmonar em Fran e chama uma ambulância. Marta confessa a Blanc, mas descobre que Ransom já a incriminou. Por obrigação moral, Marta acredita que deve confessar aos Thrombeys, o que invalidaria o legado sob a regra do assassino.
Na mansão, Marta encontra a cópia de Fran do relatório toxicológico completo, que mostra que Harlan tinha apenas traços de morfina no sangue. Blanc revela suas deduções à polícia, Marta e Ransom. Blanc deduz que Harlan contou a Ransom sobre seu testamento, levando Ransom a trocar os remédios de Harlan para fazer com que Marta o matasse sem saber. No entanto, Marta deu a Harlan o medicamento correto, reconhecendo-o pela viscosidade sem ler o rótulo devido à sua experiência como enfermeira; ela só acreditou que havia envenenado Harlan depois de ler o rótulo do frasco com o conteúdo trocado. Quando a morte foi relatada como suicídio, Ransom contratou Blanc anonimamente para armar uma cilada para Marta. Fran viu Ransom adulterando a cena do crime e lhe enviou o bilhete de chantagem. Depois que Ransom percebeu que Marta não era responsável pela morte de Harlan, mas acreditava que era, ele encaminhou a carta de chantagem para Marta e incendiou o consultório médico para destruir as evidências de sua inocência. Ransom então deu uma overdose de morfina a Fran, com a intenção de que Marta fosse pega com o cadáver de Fran.
O hospital liga; Marta conta que Fran sobreviveu e vai incriminar Ransom. Ransom insiste que evitará acusações criminais porque sua tentativa de matar Fran falhou. Marta então vomita em Ransom, revelando que mentiu: Fran está morta. Percebendo que confessou o assassinato e que os policiais registraram sua confissão, Ransom pega uma faca da coleção de Harlan e ataca Marta, mas a faca é uma faca retrátil inofensiva, e a polícia o prende imediatamente.
Blanc diz a Marta que suspeitou desde o início que ela teve um papel na morte de Harlan, notando uma gota de sangue em seu sapato. Ele diz a Marta que a inocência dela prevaleceu porque ela fez escolhas éticas que obstruíram as tentativas de Ransom de incriminá-la. Enquanto Ransom é preso e o resto da família se reúne, derrotado, Marta observa da sacada do que agora é sua mansão, bebendo da caneca de café de Harlan com os dizeres "Minha Casa, Minhas Regras".

## Elenco
- Daniel Craig como o detetive Benoit Blanc
- Chris Evans como Hugh Ransom Drysdale
- Ana de Armas como Marta Cabrera
- Jamie Lee Curtis como Linda Drysdale
- Michael Shannon como Walter "Walt" Thrombey
- Don Johnson como Richard Drysdale, marido da Linda
- Toni Collette como Joni Thrombey
- Lakeith Stanfield como detetive tenente Elliot
- Katherine Langford como Megan "Meg" Thrombey
- Jaeden Lieberher como Jacob Thrombey
- Christopher Plummer como Harlan Thrombey
- Noah Segan como o soldado Wagner
- Edi Patterson como Fran
- Riki Lindhome como Donna Thrombey
- K Callan como Wanetta "Grande Nana" Thrombey
- Frank Oz como Alan Stevens
- M. Emmet Walsh como Sr. Proofroc
- Marlene Forte como mãe de Marta
- Raúl Castillo como policial

## Produção

### Desenvolvimento
O diretor Rian Johnson concebeu pela primeira vez Entre Facas e Segredos após a conclusão de seu primeiro filme, o thriller de baixo orçamento Brick (2005). Sua ideia foi influenciada pelas adaptações cinematográficas dos livros da escritora de ficção policial Agatha Christie, que ele gostava quando criança. Johnson se baseou nos conselhos de Alfred Hitchcock sobre o desenvolvimento do enredo para orientação, que dizia que os policiais convencionais frequentemente dependiam do suspense estereotipado, especialmente uma reviravolta climática, para culminar a história. Uma vez que ele determinou o objetivo da história, Johnson começou a conceber ideias para a estrutura da trama, principalmente uma estrutura de mudanças tonais que ele planejou para incitar a tensão na história. Seu maior desafio foi modernizar um gênero que os estúdios consideravam muito antiquado para serem lançados.
Johnson esperava se comprometer com Knives Out após o lançamento de seu thriller de ficção científica Looper (2012), mas suspendeu o projeto quando a Lucasfilm o contratou para dirigir Star Wars: Os Últimos Jedi (2017). Sua experiência testemunhando a intensa reação negativa da guerra cultural a Os Últimos Jedi se tornou outra fonte de inspiração para a história de Knives Out. Johnson começou a escrever o roteiro em janeiro de 2018, imediatamente após terminar sua turnê de imprensa para Os Últimos Jedi, em um processo que durou entre seis e sete meses, dependendo da fonte. Quando Johnson mostrou um rascunho finalizado para amigos, ele lembrou que a resposta foi cínica porque as motivações do diretor eram mal compreendidas. Johnson tirou o nome do filme de uma música do Radiohead, dizendo que era um bom título para um mistério de assassinato.
A cobertura da mídia sobre Entre Facas e Segredos dá relatos conflitantes sobre o financiamento do filme. Uma reportagem divulgada pelo Deadline disse que a MRC garantiu o roteiro em um leilão organizado pela Creative Artists Agency e FilmNation para investidores no 43º Festival Internacional de Cinema de Toronto. O colaborador de longa data de Johnson, Ram Bergman, contestou essa versão; segundo ele, nenhum leilão foi realizado e a MRC sempre foi a financiadora pretendida devido ao seu sucesso sustentado com filmes de mercado de massa de autores — diretores que exercem autonomia significativa sobre a visão artística de seus projetos. A MRC financiou o orçamento de US$ 40 milhões do filme e a generosa compensação final para Bergman, Johnson e Daniel Craig, conforme a condição de seu acordo. Para a distribuição comercial de Entre Facas e Segredos, a MRC fez parceria com a Lionsgate, que estava tentando se recuperar de um ano de exibições medíocres de bilheteria e comprou uma parte parcial dos direitos de distribuição.

## Escalação do elenco
Empregar um elenco de estrelas consagradas foi uma das exigências iniciais de Johnson. Ele se baseou nos filmes de Agatha Christie — principalmente projetos estrelados por Peter Ustinov, como Morte no Nilo (1978) e Mal Sob o Sol (1982) — para suas escolhas de elenco, pois sentiu que eles tinham um senso de espetáculo que valia a pena replicar. Os cineastas se concentraram em atores que estavam disponíveis nas seis semanas anteriores ao início das filmagens de Entre Facas e Segredos. Os atores foram escolhidos por sua capacidade de se destacar em papéis com falas curtas e dominar uma atuação cômica exagerada, mas não caricatural. De acordo com Johnson, o rápido progresso do filme facilitou prontamente suas ambições de escalação. A maior parte da contratação do elenco de Knives Out foi assinada em outubro e novembro de 2018. ohnson nomeou cada um dos personagens em homenagem a músicos cujas obras ele gostava porque era uma prática simples de lembrar - por exemplo, Joni Mitchell, Richard Thompson e Donald Fagen do Steely Dan.
Daniel Craig chamou a atenção de Johnson por seu trabalho no palco e papéis em filmes que não eram de James Bond. Johnson considerava Craig um ator versátil que queria desafiar suas habilidades em um papel de comédia divertida. Craig recusou a oferta devido às suas obrigações contratuais com Sem Tempo para Morrer (2021), que estava se preparando para ser filmado na mesma época, mas disputas logísticas e criativas adiaram a produção do filme em três meses, dando a Craig tempo suficiente para aceitar a oferta de Johnson. Assim que Craig leu sua cópia do roteiro, ele concordou em participar porque o tom e o humor da escrita o cativaram. O tratamento de Blanc foi inicialmente uma tarefa infrutífera para Johnson; seu primeiro conceito havia sido um clone de Hercule Poirot "que era apenas um monte de peculiaridades malucas". Para distinguir o personagem, Johnson descreveu Blanc como um homem ligeiramente pomposo com um sotaque sulista extravagante, recorrendo ao feedback contínuo de Craig para uma caracterização única. Craig fez um treinamento de fala com um treinador de dialeto por duas a três horas por dia, estudando o dramaturgo Tennessee Williams e a autora Shelby Foote por meio de entrevistas da C-SPAN e da série documental The Civil War (1990) dirigida por Ken Burns para modelar a voz de Blanc.
A diretora de elenco Mary Vernieu foi a responsável pela escalação de Marta Cabrera. Vernieu e os cineastas não escolheram uma pessoa específica para o papel, ao contrário dos outros personagens de Entre Facas e Segredos, e basearam sua busca na preferência de Johnson por um ator relativamente desconhecido que pudesse exibir uma qualidade de azarão. Eles consideraram vários candidatos, incluindo Ana de Armas, cujo trabalho despertou o interesse de Vernieu o suficiente para ser sugerido nas discussões de elenco. Johnson não estava familiarizado com o trabalho de Ana de Armas, exceto por seu papel principal em Blade Runner 2049 (2017). Johnson gostou da atuação de De Armas, mas acreditava que ela parecia sensual demais para retratar Cabrera de forma convincente. Quando Johnson conheceu De Armas para sua audição, ele percebeu sua capacidade de se emocionar, dizendo: "Ela tem aquele jeito de Audrey Hepburn, onde seus olhos simplesmente te atraem, e você instantaneamente fica do lado dela, e é disso que precisávamos para o personagem". De Armas quase rejeitou o papel porque achou a descrição original do personagem de Cabrera clichê; ela foi persuadida a aceitar depois de ler o roteiro completo, que enfatiza a resiliência como um atributo fundamental de Cabrera. A história de imigração de Cabrera também repercutiu em De Armas.
Para o autoindulgente Ransom Drysdale, Johnson imaginou Chris Evans depois de vê-lo na reestreia da Broadway de Lobby Hero, de Kenneth Lonergan, em 2018, tendo ficado impressionado com sua atuação como um vilão desprezível. Evans era conhecido principalmente por seu papel live action como Capitão América no Universo Cinematográfico Marvel, e Johnson pretendia usar a persona comum de Evans para criar tensão entre os espectadores e Drysdale, dizendo: "Você tem que ver isso não como bagagem, mas como munição. Se houvesse alguém naquele papel de quem o público inerentemente quisesse gostar, isso ajudaria o arco como um todo." Embora Evans estivesse se preparando para fazer um hiato após terminar seu trabalho em Vingadores: Ultimato (2019), ele reconsiderou quando os produtores lhe disseram que estariam filmando perto de sua casa em Massachusetts. 
Toni Collette disse que seu maior propósito ao interpretar Joni era encontrar humor em sua personagem. Christopher Plummer, em uma de suas últimas aparições no cinema antes de sua morte em 2021, descreveu Harlan como um pai "severo, brilhante e rude" com um senso de humor grosseiro. Michael Shannon não fez o teste para o papel de Walt e foi contratado após um almoço combinado com Johnson. 
No papel de Linda, Jamie Lee Curtis simpatizou com sua história como uma mulher ferozmente criticada por seus privilégios. Ela declarou:
Sou atriz há muito tempo e também sou filha de alguém famoso, e as pessoas têm um jeito engraçado de tirar qualquer coisa que você faça criativamente e reduzir isso ao seu privilégio. Linda é muito defensiva em relação à suposição de que recebeu algo, e eu já tive a mesma defesa.
Para se preparar para sua performance, Curtis se dedicou a atividades que ela achava adequadas à posição de sua personagem como matriarca, como cozinhar.

## Filmagens
Bergman estava reunindo a equipe de produção do filme enquanto Johnson revisava o roteiro no início de 2018. Johnson instruiu os cineastas a encontrar uma propriedade que exalasse a sensibilidade de Harlan para escrever mistérios, citando o thriller Sleuth (1972) como referência para elementos visuais reconhecíveis. Bergman explorou diversas casas com sua equipe antes de centralizar a produção do filme em duas grandes mansões no subúrbio de Boston: uma mansão privada de estilo neogótico do século XIX que foi usada para tomadas externas, e a Ames Mansion, um marco histórico de 20 cômodos no Borderland State Park, em Easton.
A maioria das tomadas internas, incluindo cenas intensas de confronto com Harlan e seus parentes e cenas de conversa sobre a investigação de Blanc, ocorreram na Mansão Ames. A produção foi desafiada pela logística das mansões, nenhuma das quais tinha espaço suficiente nos andares superiores para abrigar o escritório de Harlan ou as cenas correspondentes. O designer de produção David Crank construiu o cenário do escritório, que incluía um corredor adjacente, em estúdios de som, trabalhando em estreita colaboração com Johnson para coordenar a movimentação dos personagens com a configuração das casas e dos cenários artificiais. 
As filmagens principais começaram em 30 de outubro de 2018, sob o título provisório Morning Bell, em Maynard, Massachusetts. Os cineastas transformaram um espaço comercial vazio em uma lavanderia em preparação para a primeira filmagem. Em outras partes da Grande Boston, cenas foram filmadas perto de uma estação ferroviária de passageiros da MBTA no centro de Natick; uma propriedade privada moderna de meados do século em Lincoln, Canton, Wellesley, Waltham, Medfield; e uma instalação estatal desocupada em Marlborough que foi escolhida por seu formato redondo. O local de Marlborough foi usado para cenas externas no consultório médico-legal incendiado; a cena envolveu pirotecnia e um grupo de bombeiros locais foi usado como figurantes retratando uma operação de combate a incêndios. As filmagens do projeto levaram aproximadamente 38 dias e terminaram em 20 de dezembro de 2018. Knives Out se qualificou para um crédito tributário transferível de US$ 10 milhões em custos estaduais do Governo de Massachusetts.

## Temas
Entre Facas e Segredos foi lido como uma obra que investiga a luta de classes, a desigualdade de riqueza, a imigração e a raça na sociedade americana contemporânea. Em entrevistas organizadas para a coletiva de imprensa, Bergman, Johnson e alguns atores expressaram opiniões francas sobre os temas centrais de Entre Facas e Segredos, permitindo múltiplas interpretações do filme. Johnson afirmou que a história central não condena nem subscreve uma única ideologia; em vez disso, foi concebida para provocar todos os espectadores a contemplarem. Johnson considerava os romances policiais como adequados ao escrutínio do poder institucional, uma crença influenciada pelos escritos de Christie, um trabalho que ele considera indicativo de uma mulher apolítica que esteve em sintonia com a sociedade britânica ao longo da sua vida.

### Guerra de classes
Entre Facas e Segredos se equipara a outros filmes da virada da década de 2020, como Ready or Not, Parasita, Hustlers e Coringa (todos de 2019), nos quais a luta de classes é o tema unificador. Entre Facas e Segredos faz uma luta de classes literal ao enquadrar a morte de Harlan como uma história explícita do bem contra o mal, e Cabrera emerge como a heroína por causa de sua humanidade. Enquanto Cabrera fica perturbado desde a morte de Harlan, os Thrombeys sobreviventes são dilacerados pela ganância alimentada por suas participações na fortuna editorial de Harlan. Eles são implacáveis e alheios à morte de Harlan, em busca de riquezas que se sentem no direito de controlar e apoderar-se a qualquer custo. Neste sentido, os Thrombeys, e não o suspeito evasivo em si, representam os verdadeiros vilões. Apesar do desprezo da família por ela e pela classe trabalhadora, Cabrera resiste à coerção usando sua inteligência e convicções morais.  Muita ênfase é colocada nos pontos de vista alternados da provação de Marta para reforçar as divisões entre as classes. De acordo com Joe Berkowitz da Fast Company, esse dispositivo forma a consciência de classe do filme.
O professor Eugene Nulman fez uma interpretação marxista de Entre Facas e Segredos. Marta é analisada como um análogo para os profissionais de saúde que se tornaram vulneráveis na pandemia de COVID-19 devido aos fracassos do neoliberalismo; segundo Nulman, o filme apresenta a dinâmica da família Thrombey como uma alegoria do capitalismo, com cada parente incorporando arquétipos burgueses: a classe rentista em Linda, a classe investidora em Walt, a classe celebridade em Joni, a elite dos fundos fiduciários em Ransom, o establishment de direita em Jacob e o establishment liberal em Meg. Harlan é a exceção porque suas origens modestas, consciência de classe e a exploração de seu trabalho pela família definem sua circunstância. Por esta razão, na interpretação de Nulman, o suicídio de Harlan e a transferência de riqueza para Cabrera são atos subversivos que, juntamente com a difamação de Cabrera pelos Thrombeys - refletindo a força contrarrevolucionária do status quo - dão credibilidade à ideia de que a exploração capitalista só pode ser abordada pela revolução.

### Raça
A questão racial também foi examinada nos estudos temáticos do filme. Entre Facas e Segredos concentra-se em uma crítica à supremacia branca e ao paternalismo liberal, retratando comicamente a relação entre Thrombey e Cabrera por meio de afeição condescendente e piadas recorrentes sobre o país de origem de Cabrera. Em seu ensaio para a revista White Supremacy and the American Media, Michael Blouin contesta a análise do filme sobre o nacionalismo branco. Segundo Blouin, Entre Facas e Segredos resigna-se aos ideais democráticos jeffersonianos de universalismo liberal, raciocínio pragmático e um senso a priori de justiça que sustentam um conjunto de pressupostos racializados. Ao fazê-lo, todo antagonismo expresso é neutralizado, "despolitizando, portanto, uma crise que até agora se mostrou resistente ao ideal prescrito por muitos liberais brancos".

### Estrutura narrativa
Em Entre Facas e Segredos, Johnson experimenta com a estrutura narrativa para gerar suspense. O filme começa em um formato tradicional de suspense policial que é subvertido por duas mudanças de tom. A primeira mudança organiza o enredo como um thriller, estabelecendo o acerto de contas de Cabrera com a maneira como ocorreu a morte de Harlan, sua própria implicação nela e sua busca para escapar do escopo da investigação como causas de conflito, enquadrando Blanc como o antagonista. Na segunda mudança, por meio de uma negação plausível, a inocência de Cabrera é inequívoca. Isso representou um desafio significativo de escrita; Johnson pretendia que Cabrera fosse um personagem simpático cujo comportamento fosse percebido como justificado. Ele também queria retratar os extremos aos quais uma pessoa inocente pode ir quando ameaçada de encarceramento.

## Lançamento

### Marketing
Entre Facas e Segredos estreou no 44º Festival Internacional de Cinema de Toronto em 7 de setembro de 2019, como parte da programação de apresentações especiais do festival. O filme então foi a atração principal do 14º Fantastic Fest em Austin, Texas, como o filme de encerramento e, em seguida, concluiu seu itinerário do festival norte-americano na vitrine Centerpiece do Festival Internacional de Cinema de Chicago. Na Europa, Entre Facas e Segredos estreou no 63º BFI London Film Festival, realizado de 2 a 13 de outubro de 2019, como uma das inscrições de gala do evento.
A Lionsgate supervisionou a campanha publicitária do filme; abriu o ciclo promocional em abril de 2019 com uma prévia na CinemaCon, onde o primeiro teaser trailer do filme foi revelado. Isso foi seguido por outra exposição na CineEurope em junho. O engajamento agressivo nas mídias sociais foi uma parte crucial da campanha de marketing. As táticas iniciais se concentraram em mensagens positivas, no humor exagerado do filme e nos empreendimentos da família Thrombey — este último com Shannon, Collette e Curtis como personagens — por meio de paródias em vídeo e anúncios falsos desenvolvidos em plataformas de construção de sites. A campanha foi retomada nas semanas seguintes ao lançamento de Entre Facas e Segredos no final de novembro, quando o suéter de tricô Aran branco-sujo de Ransom se tornou viral, levando a uma breve renomeação da conta oficial do filme no Twitter para "Chris Evans' Sweater Stan Account"; também houve uma distribuição de produtos para maximizar a publicidade. Os anúncios do filme intrigaram principalmente os homens, mas mostraram forte apelo entre mulheres de todas as idades. Para obras de arte licenciadas, em setembro de 2019, Johnson revelou um conjunto de pôsteres coloridos e pensativos de personagens, cada um com o slogan: "Nada une uma família como um assassinato". Johnson também gravou um comentário de áudio interativo para atrair negócios repetidos.
Knives Out estreou nos cinemas da América do Norte e do Reino Unido em 27 de novembro de 2019. O lançamento global do filme se expandiu para China, França, Austrália, Rússia e 49 outros territórios na segunda semana. Seu lançamento final foi no Japão em 31 de janeiro de 2020. Profissionais da indústria viram Knives Out como um sucesso potencial com base no interesse sustentado de críticas entusiasmadas de pré-lançamento, na autorreferencialidade única do filme e no poder de estrelas do elenco, especialmente o de Evans, Craig e Curtis. O sucesso do filme foi considerado dependente de sua capacidade de atrair um público amplo, em vez de um nicho demográfico de adultos. 

## Recepção

### Bilheteria
Entre Facas e Segredos perdurou nas bilheterias como um filme voltado para adultos em uma temporada teatral saturada de sucessos de bilheteria para a família, como Frozen II. Entre Facas e Segredos arrecadou US$ 165,4 milhões nos Estados Unidos e Canadá (52,8% de seus ganhos) e US$ 147,5 milhões no exterior (47,2%), para um total mundial de US$ 312,9 milhões, tornando-se o 29º filme de maior bilheteria de 2019. Desse montante, estimou-se que US$ 82 milhões foram gerados pela parceria MRC-Lionsgate em lucro líquido, considerando marketing, equipamentos, royalties, juros e custos diversos. A China foi o mercado externo mais lucrativo, e a imprensa positiva melhorou o desempenho do filme naquele país. O Reino Unido, a Alemanha, a Austrália e a França forneceram algumas das maiores receitas do filme.
Nos EUA, após garantir US$ 2 milhões em exibições antecipadas, Entre Facas e Segredos recebeu um amplo lançamento em 3.391 cinemas. O filme se beneficiou de um período de rastreamento de cinco dias devido ao feriado de Ação de Graças nos EUA na quinta-feira. Isso aumentou a soma da primeira semana para US$ 41,7 milhões, à frente de Ford v Ferrari, de três semanas, e em segundo lugar para Frozen II, que estava em seu segundo fim de semana. A arrecadação de estreia de Entre Facas e Segredos quase dobrou as estimativas de pré-lançamento dos prognosticadores de US$ 22–25 milhões. Pesquisas do CinemaScore realizadas durante a noite de estreia descobriram que os espectadores deram ao filme uma nota média de A- em uma escala de A+ a F. As exibições atraíram principalmente homens, e aproximadamente 73% tinham mais de 25 anos, 46% tinham mais de 35 anos e 63% eram brancos. No segundo fim de semana, Knives Out arrecadou US$ 14,2 milhões em 3.461 cinemas, permanecendo como o segundo filme, e os lucros caíram cerca de 35% na semana seguinte. No quarto fim de semana, o filme caiu para o quinto lugar com uma arrecadação de US$ 6,5 milhões, sua contagem de cinemas reduzida para um pouco acima de 2.500, embora os números de bilheteria tenham crescido 50% na semana do feriado de Natal (sétimo, com US$ 9,7 milhões). Knives Out permaneceu como um dos dez filmes de maior bilheteria por dez semanas, e a contagem de cinemas ficou acima de 2.000 no final do ano. Em fevereiro de 2020, a arrecadação doméstica do filme ultrapassou US$ 159 milhões.
No exterior, a classificação geral da semana de 27 de novembro de Knives Out ficou em segundo lugar, atrás de Frozen II, com US$ 28,3 milhões. A China teve a maior parte dos ganhos com US$ 13,5 milhões, seguida pelo Reino Unido com US$ 3,8 milhões em 632 cinemas, Rússia com US$ 2 milhões em 1.451 cinemas, Austrália com US$ 1,9 milhão em 282 cinemas e França com US$ 1,5 milhão em 437 cinemas. Knives Out sustentou seu ímpeto de bilheteria na China e no Reino Unido no segundo fim de semana, resultando em uma queda de 20% na receita neste último. Após quatro semanas, arrecadou US$ 27,9 milhões na China e US$ 13,7 milhões no Reino Unido. Os lançamentos do filme no exterior continuaram até meados de dezembro; Os principais lançamentos foram na Coreia do Sul (quarto) com US$ 1,7 milhão em 686 cinemas, Itália (terceiro) com US$ 1,2 milhão em 362 cinemas e México (segundo) com US$ 1,1 milhão em 871 cinemas. O período de Natal viu as vendas de ingressos revigoradas na França, Austrália e Reino Unido, e na Rússia, o feriado de Ano Novo aumentou a bilheteria do filme em 152% em relação à semana anterior. No Brasil, Entre Facas e Segredos estreou como o filme de maior bilheteria quando estreou no fim de semana de 12 de dezembro, arrecadando US$ 1,1 milhão. Em seu fim de semana de estreia em outros lugares, o filme arrecadou US$ 2,7 milhões na Alemanha e US$ 665.000 na Áustria. Em um mês, a arrecadação internacional de Entre Facas e Segredos ultrapassou US$ 100 milhões.

### Crítica
Entre Facas e Segredos recebeu críticas amplamente positivas; no final de 2019, foi considerado um dos melhores filmes do ano pelo American Film Institute, National Board of Review e pela grande imprensa em listas classificadas. Um aspecto frequentemente discutido na mídia foi o roteiro. Entre Facas e Segredos recebeu críticas por sua estrutura de enredo incomum; os críticos disseram que o filme desafiou as expectativas ao usar inúmeras reviravoltas narrativas e satirizar clichês de mistério e assassinato. Os críticos de cinema tinham grande consideração pelo tratamento cômico do diretor Rian de uma história de detetive tradicional; foi descrito como "divertidamente, estranhamente serpentino", notado pelo The New Yorker por seu humor sarcástico e "brilho de presunção". Embora as comparações com o material de origem baseadas em teor, humor, habilidade e fidelidade variassem entre as opiniões profissionais, a brincadeira da história com a perspectiva entre os personagens produziu respostas favoráveis. De acordo com Stephanie Zacharek, da Time, as brigas entre personagens gananciosos, indignos de confiança e aparentemente movidos pelo mesmo interesse proporcionam os momentos mais divertidos do filme. A consciência política da escrita foi citada como um dos pontos fortes de Entre Facas e Segredos, embora o tratamento das ideias tenha recebido desaprovação ocasional de outros, como Manohla Dargis do The New York Times e Uproxx, por ser percebido como muito insípido para ressoar. As críticas menos entusiasmadas acusaram o filme de ser complicado, autoindulgente e muito dependente de diálogos densos em exposição para avançar a história. Em dezembro de 2021, o roteiro de Entre Facas e Segredos foi classificado na posição quarenta e nove na lista do Writers Guild of America dos "101 Maiores Roteiros do Século XXI (Até Agora)".
A atuação dos atores foi outro grande alvo de críticas. O elenco de Entre Facas e Segredos foi calorosamente recebido, e seu trabalho foi elogiado como "excepcional" e "extremamente carismático", com uma relação que a Vanity Fair atribuiu a uma convicção compartilhada do material. A mídia se concentrou um pouco em Daniel Craig e Ana de Armas, mas também deu destaque individual a Jamie Lee Curtis, Toni Collette, Chris Evans, Don Johnson, Michael Shannon, Christopher Plummer e Noah Segan por suas atuações. Os críticos se deliciaram com a interpretação que Craig fez de um detetive excêntrico, tanto na expressão quanto na aparência, o ator ficou conhecido por emanar "prazer contagiante" na tela. De Armas, cuja interpretação foi descrita como "soberba" e "maravilhosa", recebeu avaliações igualmente fortes de seu trabalho de personagem de nomes como Mick LaSalle do San Francisco Chronicle e The Atlantic, entre outros, no que foi considerado uma performance de destaque. Embora os dois atores tenham recebido mais elogios por causa de sua química na tela em cenas de conversa, nem eles nem seus colegas de elenco ficaram livres de críticas. Opiniões divergentes julgaram duramente o sotaque sulista de Craig, e a Uproxx disse que a habilidade de atuação de de Armas estava em desacordo com a profundidade dramática de seu papel. Alguns atores foram considerados subutilizados devido ao grande tamanho do conjunto, o que a Uproxx disse que reduziu suas interações a um "zumbido constante de exagero, semelhante a ruído branco".
No site de agregação de críticas Rotten Tomatoes, Entre Facas e Segredos tem um índice de aprovação de 97%, com base em 474 avaliações, com uma média de 8,3/10. O consenso dos críticos do site diz: "Entre Facas e Segredos aprimora os velhos clichês de mistério e assassinato com um suspense habilmente montado que faz uso brilhante do elenco estelar do roteirista e diretor Rian Johnson". O Metacritic, que usa uma média ponderada, atribuiu ao filme uma pontuação de 82 de 100 com base em avaliações de 52 críticos, indicando "aclamação universal".

## Prêmios
| Prêmio                               | Categoria                         | Recipiente(s)             | Resultado | Ref.            |
| ------------------------------------ | --------------------------------- | ------------------------- | --------- | --------------- |
| American Film Institute              | Dez Melhores Filmes do Ano        | Knives Out                | Venceu    | [ 134 ]         |
| Critics' Choice Movie Awards         | Melhor elenco                     | Melhor elenco             | Indicado  | [ 135 ]         |
| Critics' Choice Movie Awards         | Melhor roteiro original           | Rian Johnson              | Indicado  | [ 135 ]         |
| Critics' Choice Movie Awards         | Melhor filme de comédia           | Rian Johnson, Ram Bergman | Indicado  | [ 135 ]         |
| Hollywood Critics Association Awards | Melhor elenco                     | Rian Johnson, Ram Bergman | Venceu    | [ 136 ] [ 137 ] |
| Hollywood Critics Association Awards | Melhor roteiro original           | Rian Johnson              | Indicado  | [ 136 ] [ 137 ] |
| National Board of Review             | Dez Melhores Filmes do Ano        | Knives Out                | Venceu    | [ 138 ]         |
| National Board of Review             | Melhor elenco                     | Melhor elenco             | Venceu    | [ 138 ]         |
| Oscar 2020                           | Melhor roteiro original           | Rian Johnson              | Indicado  | [ 13 ]          |
| Prémios Globo de Ouro                | Melhor filme — comédia ou musical | Rian Johnson, Ram Bergman | Indicado  | [ 139 ]         |
| Prémios Globo de Ouro                | Melhor ator — comédia ou musical  | Daniel Craig              | Indicado  | [ 139 ]         |
| Prémios Globo de Ouro                | Melhor atriz — comédia ou musical | Ana de Armas              | Indicado  | [ 139 ]         |
| Prêmios Satellite                    | Melhor filme — musical ou comédia | Rian Johnson, Ram Bergman | Indicado  | [ 140 ]         |
| Prêmios Satellite                    | Melhor ator — musical ou comédia  | Daniel Craig              | Indicado  | [ 140 ]         |
| Prêmios Satellite                    | Melhor Atriz — Musical ou Comédia | Ana de Armas              | Indicado  | [ 140 ]         |
| Prêmios Satellite                    | Melhor elenco                     | Melhor elenco             | Venceu    | [ 140 ]         |

## Sequências
Johnson estava idealizando uma sequência de Entre Facas e Segredos enquanto o filme original ainda estava nos cinemas em 2019. A Lionsgate anunciou planos para desenvolver a sequência em fevereiro de 2020, mas em março de 2021, a Netflix adquiriu os direitos para duas sequências por US$ 469 milhões. Embora os termos do acordo de distribuição da Lionsgate dessem à empresa uma margem de negociação, Johnson e Bergman detinham a propriedade intelectual do filme e buscaram um novo acordo de distribuição após a pandemia de COVID-19, o que prejudicou severamente a viabilidade imediata do lucro dos cinemas. Entre Facas e Segredos foi seguido por Glass Onion: Um Mistério Entre Facas e Segredos, que foi lançado na Netflix em 23 de dezembro de 2022, após uma polêmica estreia de uma semana nos cinemas em novembro do ano anterior. Em Glass Onion: A Knives Out Mystery, Blanc viaja até o retiro temático de mistério e assassinato do magnata da tecnologia Miles Bron (Edward Norton) para se misturar com seu círculo de amigos, mas o evento dá errado quando dois participantes da festa morrem em circunstâncias suspeitas. Glass Onion teve um bom desempenho nas críticas da mídia.

Um terceiro filme, intitulado Wake Up Dead Man, está em desenvolvimento desde 2023; o desenvolvimento foi brevemente adiado como resultado da greve trabalhista daquele ano, promovida pelo Writers Guild of America. O lançamento está previsto para 2025.